# Kenneth Ekman
Kenneth Ekman, född den 5 maj 1945, är en svensk tidigare ishockeyspelare. Han spelade i OS 1972 och kom på fjärde plats med svenska landslaget.
Han har spelat klubblagsishockey för IF Troja, Rögle BK och Tingsryds AIF.
Kenneth Ekman är morfar till ishockeyspelaren Oliver Ekman Larsson och fotbollsproffset Amanda Ilestedt.

## Meriter
- OS-fyra 1972

## Klubbar
- IF Troja, 1960-1965, division 2 och 1
- Rögle BK, 1965-1969, division 1
- Tingsryds AIF, 1969-1982, division 1